# Mahmud I.
Mahmud I.  (osmansko turško محمود اول‎, turško I. Mahmud), znan tudi kot Gbavec, je bil od leta 1730 do 1754 sultan Osmanskega cesarstva. Na prestol je prišel po uporu Patrona Halila. Vzdrževal je dobre odnose z Mogulskim imperijem in se vojskoval s Safavidi Habsburžani, * 2. avgust 1669, Edirne, Osmansko cesarstvo,  † 13. december 1754, Istanbul, Osmansko cesarstvo.

## Zgodnje življenje
Rojen je bil v palači Edirne 2. avgusta 1696 kot sin sultana Mustafe II. (vladal 1664-1703) in Salihe Sabkati Valide Sultan. Imel je mlajšega brata Osmana III. (vladal 1754–1757). 
Mustafa II. je živel večinoma v Edirnu, kjer je svoje otroštvo preživel tudi Mahmud. 18. maja 1702 se je začel šolati. Po očetovi odstavitvi so ga odpeljali v Istanbul in zaprli v kafes, kjer je živel 27 let.
O njegovem življenju v tem času je znano samo to, da je igral šah, pisal poezijo in se ukvarjal z glasbo.

## Vladanje

### Prihod na prestol
28. septembra 1730 je Patrona Halil z majhno skupino janičarjev zbral množico meščanov Istanbula, ki so nasprotovali reformam Ahmeda III. Odpeljal jih je do palače Topkapı in zahteval smrt velikeg vezirja  Nevšehirli Damat Ibrahim-paše in odstop Ahmeda III. Ahmed III. je izpolnil njihovo zahtevo in odstopil in privolil, da ga nasledi nečak Mahmud. Ibrahim-pašo so zadavili.
Mahmudovo vladanje se je začelo 25. novembra 1730. Istanbul je bil sprva pod strogim nadzorom. Aretiranih je bilo približno dva tisoč ljudi, za katere so sumili, da so pristaši odstavljenega sultana. Nekateri so bili usmrčeni, nekateri pa izgnani. 

## Vladanje
Mahmuda I. so za sultana priznali uporniki in dvorni uradniki, oblast pa je bila nekaj tednov po njegovem pristopu v rokah upornikov. Veliko visokih častnikov je bilo na zahtevo drznega upornika odstavljenih.
Slovesnost opasanja Mahmuda I. z Osmanovim mečem je potekala v Ejubovi mošeji v Istanbulu. Patrona Halil, ki je služil v vrstah janičarjev, se je  pred sultanom pojavil bosonog v svoji stari uniformi navadnega vojaka. Grški mesar Janaki, ki je kreditiral Halila in njegove upornike, je bil v zahvalo imenovan za gospodarja Moldavije. Janaki te funkcije nikoli ni prevzel. 
Halilov upor je zatrl kan Krimskega kanata s pomočjo velikega vezirja, muftije in poveljnika janičarjev. 24. novembra 1731 je bil Halil na sultanov  ukaz in v njegovi prisotnosti zadavljen.  Usmrčen je bil tudi njegov grški prijatelj Janaki in 7000 podpornikov. Zatrtje upora, ki je trajal več kot eno leto, je olajšalo ljubosumje in sovraštvo janičarskih častnikov do  Patrona Halila. 
Halil je pred smrtjo prisilil osmansko vlado (divan), da je napovedala vojno Carski Rusiji. 
V preostalem delu Mahmudove vladavine so prevladovale vojne v Perziji proti Nader Šahu. V Evropi se je od leta 1735 do 1739 vojskoval s Habsburžani. 
Mahmud I. je vladanje zaupal svojim vezirjem in večino časa porabil za pisanje poezije.

### Požara leta 1750
Požar je izbruhnil januarja 1750 pri vratih Ajazma in trajal 19 ur. V Vefi so gorele številne trgovine, hiše in dvorci. V drugem požaru, ki je izbruhnil 31. marca 1750, so do tal pogorele soseske Bitpazan, Abacılar, Yorgancılar, Yağlıkcılar in Haffaflar. Ogenj se je razširil na Fingerkapi in Tatlikuyu. Sultan je s pomočjo državne zakladnice obnovil pogoreli del mesta in Ağakapısı.

## Gradnje
Mahmud I. je spomladi 1740 začel na obsežnem zemljišču palače Cağaloğlu graditi kopališče Yeni Hamam. Na preostalem praznem prostoru je zgradil novo mestno četrt. 
Na enem od dvorišč mošeje Hagija Sofija je slovesno odprl prvo od svojih treh istanbulskih knjižnic. V knjižnico je prenesel prvih štiri tisoč zvezkov. Eden od pogojev za ustanovitev knjižnice je bil, da v njej deset meščanov vsak dan bere Sahih-i Buhari, ki jo številni islamski učenjaki štejejo za najbolj verodostojno knjigo po Koranu. Mahmud je večkrat prišel v knjižnico poslušat razlage Korana (tafsir).

## Odnosi z Mogulskim imperijem
Uničujoč pohod Nader Šaha  proti Mogulskemu imperiju je ustvaril praznino na zahodnih mejah Irana, ki jo je učinkovito izkoristil Mahmud I. in sprožil osmansko-perzijsko vojno (1743–1746). V vojni je z njim in njegovim veleposlanikom Hadži Jusuf Ago tesno sodeloval mogulski cesar Mohamed Šah. Dobri odnosi med cesarstvoma so se nadaljevali tudi po smrti Mohamed Šaha leta 1748.

## Odnosi s Safavidi
Marca 1741 je prišel v Konstantinopel kot veleposlanik Nader Šaha in iranske vlade Hadži Kan s tri tisoč ljudmi in osebno stražo, da bi podaljšali mir med cesarstvoma. Med šahovimi darili so bile tkanine, okrašene z dragulji, deset slonov in dragoceno orožje. Hadžı Kan je bil sprejet in razkošno pogoščen v palači Fener Bahčesin. Odnosi Irana in Osmanskega cesarstva so kasneje postajali vedno bolj napeti.

## Družina
Žene
- Hadže Ajše Alidženab Kadin, prva žena[9][10][11]
- Ruhšah Kadin, glavna žena[12][13]
- Fehime Kadin, druga žena[11]
- Vuslat Kadin[11][14] (umrla 1764, pokopana na pokopališču Karacaahmet, Istanbul), tretja žena[15][16]
- Hatem Kadin[11] (umrla 1770, pokopana v mošeji Ayazma, Istanbul), četrta žena[17]
- Hadže Verdinaz Kadin[11][14] (umrla 16. decembra 1804, pokopana v mošeji Šehzade, Istanbul), peta žena[18][19]
- Rami Kadin,[20][21] šesta žena[11][22]

## Smrt
Mahmud I. je trpel zaradi fistule. V ostri zimi se je njegovo zdravje iz dneva v dan slabšalo. V petek, 13. decembra 1754, je odšel na petkovo molitev. Po molitvi je na poti domov padel s konja in še isti dan umrl. Pokopan je bil v  mavzoleju svoje prababice Turhan Sultan v Novi mošeji v Eminönüju v Istanbulu.